# Trinidad e Tobago nos Jogos Pan-Americanos de 1975
Trinidad e Tobago competiu nos Jogos Pan-Americanos de 1975 na Cidade do México, de 12 a 25 de outubro de 1975. Conquistou uma medalha no total.